# Велико познанско княжество
Велико познанско княжество (също Велико познанско херцогство, Велико херцогство Познан, Познанско велико княжество, производно на името на град Познан; на полски: Wielkie Księstwo Poznańskie; на немски: Großherzogtum Posen) е херцогство (в полски източници – княжество), създадено с решение на Виенския конгрес от 1814–1815 г. на базата на западните територии на Варшавското херцогство, известно преди като Велика Полша (Великополша). Територията на херцогството съставлява 28 951 km². Политически и административно то става автономна единица в рамките на Кралство Прусия, а след поражението на революцията от 1848 г. се превръща в провинция в рамките на Прусия (провинция Позен). На изток граничи с Полското кралство, присъединено по силата на Виенския конгрес към Руската империя.

## Предистория: предпоставки и условия за възникването
В хода на Първата подялба на Полско-литовската държава през 1772 г. Кралство Прусия завзема десния бряг на река Нотеч и северната част на Иновроцлавско войводство от Накло над Нотечьон до Солец Куявски, а през 1773 г. – и левия бряг Нотеч. В хода на Втората подялба на Полско-литовската държава през 1793 г. Прусия получава допълнително полските Познанско войводство, Гнезненско войводство, Калишко войводство, Шерадзко войводство, Ленчишко войводство, Равско войводство и Плоцко войводство, от които е образувана пруската провинция Южна Прусия.
През 1795 г. към Южна Прусия е прибавен и град Варшава, получен в хода на Третата подялба на Полско-литовската държава.
През 1807 г., по силата на Тилзитския трактат, тия земи са отнети от Прусия и превърнати в административна единица (Познански департамент) в състава на Великото варшавско херцогство, което е васално на Първата френска империя под Наполен Бонапарт.
След поражението на Наполеон обаче съгласно условията на Виенския конгрес от 1815 г., територията на Познанския департамент е приписана обратно на Кралство Прусия под името Велико познанско княжество (херцогство).
В трактат от 3 май 1815 г., сключен между Кралство Прусия и Руската империя, на поляците им е обещано, че въпреки разделението на техните територии, те ще се ползват с особени институции, гарантиращи запазването на националната им идентичност и свободното движение на стоки сред разделените части на Полша. Грамота на пруския крал Фридрих Вилхелм III изрично признава, че етническите поляци, включени в неговата монархия, не са задължени да се отрекат от своя народ и вероизповедание; полски език ще бъде запазен в обществения живот наред с немския; в допълнение на поляците е обещан достъп до държавна служба не само във Великото познанско княжество, но и в цялата пруска монархия.

## История и развитие
Пруските власти извършват прогресивна реформа в княжеството: през 1823 г. тук е премахнато крепостното право и е организирана провинциален (местен) парламент, който включва 4 едри земевладелци с личен глас, 22 депутати от благородничеството, 16 от градските общини, 8 от селските. Тук обаче прогресът свършва и цялата последваща история на княжеството всъщност е опит на германците да асимилират местното полско мнозинство чрез въвеждане на различни видове ограничения.
Съгласно условията на първоначалния договор на Великото познанско херцогство е обещана широка вътрешна автономия в рамките на Кралство Прусия, която всъщност обаче е предоставена само за кратък период от време. Още от 1820-те години автономните органи в херцогството губят реалната си власт и се превръщат в консултативни придатъци на пруската администрация, на чиито постове се назначават почти изцяло германци. В сравнение с Полското кралство, присъединено съгласно Виенския конгрес към Руската империя, където русификацията е сравнително бавна до преди Полското въстание от 1830–1831 г., то полските административни и образователни институции в подвластното на Прусия Велико познанско херцогство са разпуснати и премахнати доста бързо. Полският език е напълно премахнат от официалната сфера още през 1825 г. След 1831 г. Прусия започва политика на засилена германизация на полското население в херцогството. 
През 1832 г. започва подготовка за обединие на херцогството с пруската държава. През 1833 г. е преустановено правото да се избират кандидати за областни управители, назначен е специален фонд за изкупуване на полски имоти и прехвърлянето им на германци, разрушени са католическите манастири, които играят важна културна роля в живота на полските селяни. През 1836 г. германските власти лишават жителите на херцогството от правото да заемат длъжността войт (кмет). Всичко това предизвиква нарастващо недоволство сред познанските поляците. 
Поради етническата и езиковата дискриминация сред поляците в херцогството възниква силно литературно и интелектуално движение, основават се периодични издания, учреждават се учебни центрове.
През 1843 г. във Великото познанско херцогство е създаден революционен комитет, а през 1846 г. избухва въстание. Германска революция от 1848–1849 г. подкрепя това движение, в резултат на което Великото херцогство е разделено на две части – полска и германска, което е потвърдено от Франкфуртското национално събрание.

### Провинция Позен
По хода на потушаването на Германската революция от 1848-1849 г., княжеството е превърнато в провинция Позен, въпреки че пруските крале, които също стават германски императори през 1871 г., продължават да използват титлата Велик херцог на Позен. Според новата пруска конституция междуетническата граница е премахната и цялото Велико познанско херцогство е изцяло включено в състава на Прусия. През 1861 г. започва преследването на полския език и полските имена на селата са заменени с немски. Германизацията на познанските земи се засилва след обединението на германските земи през 1871 г. в Германска империя. Провинция Позен е поставена под изключителни закони и преживява културкампф, при която архиепископ Ледоховски и суфраган Янишевски са изпратени в затвор.

## Население
- 900 000 души (1815 г.)
- 1 350 000 души (1849 г.)
- 2 100 000 души (1910 г.)

За сравнение, в руския Привислински район с площ от 128 500 km² населението се е увеличило от 3,3 милиона души през 1815 г. на 6,1 милиона души през 1870 г. и на 10,1 милиона през 1900 г. Поради относително малкия брой поляци в Познанско, германизацията на княжеството е по-успешна от русификацията на Полското кралство. Делът на поляците в княжеството намалява относително от 73 % (657 хиляди) през 1815 г. на 64 % (1,344 милиона) през 1910 г., въпреки че се повишава абсолютно, а делът на германците нараства от 25 % (225 хиляди) на 31 % (651 хиляди), а на евреите от 2 % на 5%. Немският език значително измества полския в херцогството до началото на XX век, особено в официалната сфера.